# High by the Beach
High by the Beach (englisch für ‚Rausch am Strand‘) ist ein Lied der US-amerikanischen Popsängerin Lana Del Rey. Das Stück ist die erste Singleauskopplung aus ihrem vierten Studioalbum Honeymoon.

## Entstehung und Artwork
Geschrieben und produziert wurde das Lied gemeinsam von Lana Del Rey, Kieron Menzies und Rick Nowels. Das Mastering erfolgte durch Gateway Mastering in Portland (Maine), unter der Leitung von Adam Ayan. Aufgenommen und gemischt wurde das Lied von The Green Building in Santa Monica, unter der Leitung von Menzies. Das Arrangement erfolgte durch Chris Garcia, Menzies und Trevor Yasuda. Die Single wurde unter den Musiklabels Interscope Records, Polydor, Universal Music und Vertigo/Capitol veröffentlicht sowie durch Cosmic Lime, EMI April Music Inc., R-Rated Music und Sony/ATV Music Publishing vertrieben. Auf dem Cover der Maxi-Single ist – neben Künstlernamen und Liedtitel – Del Rey auf einem Balkon stehend, vor dem Hintergrund eines Meeres, zu sehen. Geschossen wurde das Coverbild von Caroline „Chuck“ Grant, der Schwester Del Reys.

## Veröffentlichung und Promotion
Die Erstveröffentlichung von High by the Beach erfolgte am 20. Juli 2015 als Promo-Single in Polen. Die Veröffentlichung der offiziellen Maxi-Single folgte drei Wochen später am 10. August 2015 als Einzeldownload. In Deutschland, Österreich und der Schweiz ist High by the Beach nur als Promo-Single physisch zu erwerben. Die europaweite Promo-CD beinhaltet lediglich die Radioversion zu High by the Beach, eine spezielle britische Version ist um ein Instrumental erweitert.
Der US-amerikanische DJ Blake Jarrell tätigte einen Remix zu High by the Beach. Dieser war zunächst kostenlos zum Download bei SoundCloud erhältlich. Das Konto von Jarrell wurde nach kurzer Zeit geschlossen und fortan ist der Remix über hearthis.at als kostenloser Download zu erwerben.

## Inhalt
Der Liedtext zu High by the Beach ist komplett in englischer Sprache verfasst; ins Deutsche übersetzt bedeutet der Titel „Rausch am Strand“. Die Musik und der Text wurden gemeinsam von Lana Del Rey, Kieron Menzies und Rick Nowels verfasst. Musikalisch bewegt sich das Lied im Bereich des Trap und der Popmusik. Es handelt sich um einen Torch Song. Es enthält mehrere lyrischen Themen wie Selbstironie, Nihilismus, Unabhängigkeit und Bequemlichkeit. Das Lied beschreibt speziell eine vom Leben und der Liebe ermüdete Del Rey, die am Meer im Genuss des Freizeitdrogenkonsum Flucht sucht. Auch ein Ausnehmen von einem unwürdigen Ex-Geliebten erfolgt, im Lied verfällt Del Rey in Zorn und teilt ihrem ehemaligen Partner mit: „Don’t need your money, money to get me what I want / Lights, camera, acción / I’ll do it on my own“ (englisch für ‚Brauche nicht dein Geld. Geld, um mir das zu geben, was ich will. / Lichter, Kamera, Aktion / Ich werde es selbst tun‘). Dabei handelt es sich auch um eine Bezugnahme ihres 2010 erschienenen Liedes Put Me in a Movie. Die Instrumente wurden von Kieron Menzies (Bass, Effekte, Sampler und Schlagzeug), Leon Michels (Flöte), Rick Nowels (Keyboard, Orgel und Synth) und Patrick Warren (Harmonium und Piano) eingespielt.
| “All I wanna do is get high by the beach, get high by the beach, get high. All I wanna do is get by by the beach, get by baby, baby, bye bye. The truth is I never bought into your bullshit, when you would pay tribute to me cause I know that. All I wanted to do was get high by the beach, get high baby, baby, bye bye.” – Refrain, Originalauszug | „Alles was ich tun möchte ist drauf zu werden am Strand, am Strand drauf werden, drauf werden. Alles was ich tun möchte ist an den Strand zu gelangen, zu gelangen Liebling, Liebling, mach’s gut. Die Wahrheit ist ich habe dir deinen Unsinn nie abgekauft, wenn du mir deine Anerkennung gezeigt hast. Alles was ich tun möchte ist drauf zu werden am Strand, drauf werden Liebling, Liebling, mach’s gut.“ – Refrain, Übersetzung |

Das Lied entstand mit dem Refrain, der durch eine Periode inspiriert wurde, in der Del Rey häufig an den Strand fuhr. In einem Interview mit Apple Music sagte sie: „Es hatte eine Andrew Sisters Stimmung. Die Harmonie klang fast monoton. Es hatte diese seltsame Eintönigkeit, aber mit diesem Takt hatte es eine Trap Erscheinung.“

## Musikvideo
Das Musikvideo zu High by the Beach feierte am 13. August 2015, auf YouTube, seine Premiere. Gefilmt wurde das gesamte Video in der Kameraführungstechnik Wackelkamera. Zu Beginn des Videos betritt Del Rey, ein tief ausgeschnittenes Trägerkleid und einen schwarz durchschimmernden BH tragend, einen Balkon eines Strandhauses. Sie erblickt einen schwarzen Hubschrauber und geht zurück ins Haus. Sie betritt ein Schlafzimmer, wo sie vor einem Spiegel posiert, ehe sie kollabiert und sich auf einer Matratze rollt. Anschließend begibt sich Del Rey nach unten in die Küche und durchblättert eine Zeitschrift, in der sich unter anderem ein Artikel mit der Überschrift „Starlett Goes Overboard“ (englisch für ‚Prominente geht über Bord‘) befindet. Plötzlich begibt sich der Hubschrauber näher an das Gebäude und Del Rey beobachtet dies von ihrem Fenster aus. Als der Hubschrauber direkt vor ihr ist, dreht sie ihm den Rücken zu und posiert für den Pressefotografen in diesem. Plötzlich rennt sie nach draußen zum Strand und holt zwischen einem Haufen von Steinen einen Gitarrenkoffer hervor. Als sie daraufhin auf den Balkon zurückkehrt, öffnet sie dort den Gitarrenkoffer und holt eine große Schusswaffe hervor, mit der sie den Hubschrauber abschießt. Die Waffe ist eine grau angemalte Nerf Longshot. Mit der Explosion fliegen neben den Trümmern des Hubschraubers auch brennende Ausschnitte der Zeitung, die Del Rey zuvor gelesen hat, umher. Das Video endet mit Del Rey, die langsam mit der Schusswaffe zurück ins Haus geht. Die Gesamtlänge des Videos beträgt 4:57 Minuten. Regie führte der britische Regisseur Jake Nava.

## Mitwirkende
| Liedproduktion - Adam Ayan: Mastering - Lana Del Rey: Gesang, Komponist, Liedtexter, Musikproduzent - Chris Garcia: Arrangement - Kieron Menzies: Abmischung, Arrangement, Bass, Effekte, Komponist, Liedtexter, Musikproduzent, Sampler, Schlagzeug, Tonmeister - Leon Michels: Flöte - Rick Nowels: Keyboard, Komponist, Liedtexter, Musikproduzent, Orgel, Synth - Patrick Warren: Harmonium, Piano - Trevor Yasuda: Arrangement Artwork - Caroline „Chuck“ Grant: Fotograf (Cover) - Jake Nava: Regisseur (Musikvideo) | Unternehmen - Cosmic Lime: Vertrieb - EMI April Music Inc.: Vertrieb - Gateway Mastering: Mastering - Interscope Records: Musiklabel - Polydor: Musiklabel - R-Rated Music: Vertrieb - Sony/ATV Music Publishing: Vertrieb - The Green Building: Abmischung, Tonstudio - Universal Music: Musiklabel - Vertigo/Capitol: Musiklabel |

## Rezeption

### Rezensionen
Jason Lipshutz vom Billboard-Magazin hielt High by the Beach „möglicherweise für das radiofreundlichste Lied Del Reys gesamter Karriere“ und lobte die „glorreiche, weinerliche Sprungkraft“ des Refrains, sowie die „funkelnde Lana Weisheit“ in den Strophen.

### Chartplatzierungen
High by the Beach erreichte in Deutschland Rang 75 der Singlecharts und konnte sich vier Wochen in den Charts platzieren. In Österreich erreichte die Single in zwei Chartwochen mit Rang 56 seine beste Platzierung. In der Schweiz erreichte die Single bei drei Chartwochen Rang 58. Im Vereinigten Königreich erreichte die Single ebenfalls bei drei Chartwochen Rang 60. In den Vereinigten Staaten erreichte die Single Rang 51 und konnte sich drei Wochen in den Charts platzieren.
Für Del Rey als Interpretin ist dies der neunte Charterfolg in Deutschland sowie der zehnte in Österreich, der zwölfte in der Schweiz, der 13. im Vereinigten Königreich und der siebte in den Vereinigten Staaten. Als Autorin ist es für sie der neunte Charterfolg in Deutschland und Österreich sowie der zwölfte in der Schweiz und dem Vereinigten Königreich und der siebte in den Vereinigten Staaten. Zum fünften Mal konnte sich eine Single von ihr gleichzeitig in den D-A-CH-Staaten platzieren.
| ChartsChartplatzierungen       | Höchstplatzierung | Wochen |
| ------------------------------ | ----------------- | ------ |
| Deutschland (GfK)              | 75 (4 Wo.)        | 4      |
| Österreich (Ö3)                | 56 (2 Wo.)        | 2      |
| Schweiz (IFPI)                 | 58 (3 Wo.)        | 3      |
| Vereinigte Staaten (Billboard) | 51 (3 Wo.)        | 3      |
| Vereinigtes Königreich (OCC)   | 60 (3 Wo.)        | 3      |

### Auszeichnungen für Musikverkäufe
Im Mai 2023 wurde das Lied für 200.000 verkaufte Einheiten im Vereinigten Königreich mit Silber ausgezeichnet. Am 22. November 2023, sechs Jahre nach der Erstveröffentlichung, folgte Platin-Status für eine Million verkaufte Einheiten in den Vereinigten Staaten.

| Land/Region                  | Auszeichnungen für Musikverkäufe (Land/Region, Auszeichnung, Verkäufe) | Verkäufe  |
| ---------------------------- | ---------------------------------------------------------------------- | --------- |
| Australien (ARIA)            | Platin                                                                 | 70.000    |
| Brasilien (PMB)              | Platin                                                                 | 60.000    |
| Polen (ZPAV)                 | Gold                                                                   | 25.000    |
| Vereinigte Staaten (RIAA)    | Platin                                                                 | 1.000.000 |
| Vereinigtes Königreich (BPI) | Silber                                                                 | 200.000   |
| Insgesamt                    | 1× Silber · 1× Gold · 3× Platin ·                                      | 1.355.000 |

Hauptartikel: Lana Del Rey/Auszeichnungen für Musikverkäufe